# Крістофер Карлсен
Крістофер Карлсен (швед. Christoffer Carlsen, 6 травня 1992) — шведський плавець. Учасник Чемпіонату світу з плавання на короткій воді 2018 на дистанції 50 метрів вільним стилем.